# Nekrolog 3. Quartal 1946
Nekrolog
◄◄
| ◄
| 1942
| 1943
| 1944
| 1945
| 1946 | 1947 | 1948 | 1949 | 1950 | ► | ►►
1. Quartal |
2. Quartal |
3. Quartal |
4. Quartal 1946
Weitere Ereignisse | Allgemeiner Nekrolog 1946
Die Beschreibung der verstorbenen Person sollte so kurz wie möglich gehalten sein und nur deren signifikante Tätigkeit(en) enthalten.
Neue Namen ggf. auch unter dem Geburts- und Sterbedatum, also etwa unter 1. Januar und im Geburts- und Sterbejahr (2024) eintragen (nur bei entsprechender großer Wichtigkeit). Für Beispiele siehe die schon vorhandenen Artikel.
Außerdem über die fünf zuletzt Verstorbenen, zu denen es einen ausreichend guten Artikel für eine Präsentation auf der Hauptseite gibt, nach der todesbedingten Überarbeitung der Artikel ggf. auch unter Wikipedia Diskussion:Hauptseite informieren und sie am besten auch in den anderen Wikipedia-Sprachversionen eintragen. Tipp: Regelmäßig bei news.google.de nach „ist tot“, „gestorben“ oder „verstorben“ suchen.
Wenn eine Person gestorben ist, gibt es viele Seiten zu dieser Person in der Wikipedia, die davon auch betroffen sind und entsprechend aktualisiert werden müssen. Beispiele: Namenübersichtsseite, Geburtsjahr, Geburtsort-Seiten und viele mehr.
Wie finde ich die betroffenen Seiten?
Im Suchfeld auf der linken Seite gibt man den Suchbegriff so ein: „Vorname Nachname“. Dann klickt man auf Volltext und alle Seiten mit entsprechendem Suchtext werden aufgerufen. Hier sieht man dann schnell, wo auch das Todesjahr Sinn macht oder sogar ein Teil des Artikels angepasst werden muss. Auch hilft das „Werkzeug“ auf der linken Seite sehr gut, um solche Seiten aufzufinden: „Links auf diese Seite“. Somit ist die Wikipedia wieder aktuell in allen Bereichen! Hinweis: bei Eintragung der Kategorie „Gestorben JAHR“ wird der Missbrauchsfilter 49 ausgelöst, was jedoch nicht schlimm ist. Siehe: Spezial:Missbrauchsfilter/49
Dies ist eine Liste von im dritten Quartal 1946 verstorbenen bekannten Persönlichkeiten. Die Einträge erfolgen innerhalb der einzelnen Daten alphabetisch sortiert. Tiere sind im Nekrolog für Tiere zu finden.

## Juli
| Tag      | Name                                    | Beruf, bekannt als | Alter | Beleg |
| -------- | --------------------------------------- | --- | ----- | ----- |
| 1. Juli  | Hans Hilpert                            | deutscher Lehrer und Politiker | 68    |       |
| 1. Juli  | Frederick Koolhoven                     | niederländischer Automobilrennfahrer, Flugzeugkonstrukteur und Unternehmer                                                        | 60    |       |
| 1. Juli  | Takeshita Isamu                         | japanischer Admiral | 76    |       |
| 2. Juli  | Mary Alden                              | US-amerikanische Filmschauspielerin                                                                                               | 63    |       |
| 2. Juli  | Gusti Bretter                           | österreichische Pädagogin, Journalistin und Archivarin                                                                            | 50    |       |
| 2. Juli  | Pio Emanuelli                           | italienischer Astronom | 57    |       |
| 2. Juli  | Ernst Jacobi                            | deutscher Jurist | 79    |       |
| 2. Juli  | Kurt Erdmann Rosenthal                  | deutscher Industrieller | 74    |       |
| 2. Juli  | Albert Sechehaye                        | Schweizer Linguist | 75    |       |
| 2. Juli  | Astaf von Transehe-Roseneck             | deutschbaltischer Historiker | 81    |       |
| 3. Juli  | Kurt Broschek                           | deutscher Verleger | 61    |       |
| 3. Juli  | Carl Goebel                             | deutscher Tropenchirurg und Hochschullehrer                                                                                       | 78    |       |
| 3. Juli  | Alfred Schultze                         | deutscher Rechtswissenschaftler und Rechtshistoriker                                                                              | 82    |       |
| 4. Juli  | Othenio Abel                            | österreichischer Paläontologe und Evolutionsbiologe                                                                               | 71    |       |
| 4. Juli  | Jenny Wanda Barkmann                    | deutsche KZ-Aufseherin |       |       |
| 4. Juli  | Elisabeth Becker                        | deutsche KZ-Aufseherin im KZ Stutthof                                                                                             | 22    |       |
| 4. Juli  | Guy T. Helvering                        | US-amerikanischer Jurist und Politiker                                                                                            | 68    |       |
| 4. Juli  | Richard Hultsch                         | deutscher Architekt | 77    |       |
| 4. Juli  | Wanda Klaff                             | deutsche KZ-Aufseherin | 24    |       |
| 4. Juli  | Ewa Paradies                            | deutsche KZ-Aufseherin | 25    |       |
| 4. Juli  | John Pauls                              | deutscher SS-Oberscharführer im KZ Stutthof                                                                                       | 38    |       |
| 4. Juli  | Walther Sommer                          | deutscher Jurist in der Partei-Kanzlei der NSDAP                                                                                  | 52    |       |
| 4. Juli  | Gerda Steinhoff                         | deutsche Aufseherin im KZ Stutthof                                                                                                | 24    |       |
| 5. Juli  | Otto Bölke                              | deutscher Pastor, Heimatforscher und niederdeutscher Mundartautor                                                                 | 73    |       |
| 5. Juli  | Wilfried von Loewenfeld                 | deutscher Vizeadmiral sowie Freikorpsführer                                                                                       | 66    |       |
| 5. Juli  | Teresa Andrés Zamora                    | spanische Bibliothekarin | 39    |       |
| 5. Juli  | Julio Madero González                   | mexikanischer Botschafter | 59    |       |
| 5. Juli  | James Vincent Murphy                    | irischer Übersetzer, Schriftsteller und Journalist                                                                                | 65    |       |
| 6. Juli  | Umberto Cisotti                         | italienischer Mathematiker und Physiker                                                                                           | 64    |       |
| 6. Juli  | Gero Friedrich                          | deutscher Jurist, Zivil- und Strafrichter sowie Oberbürgermeister von Frankfurt (Oder) (1943) und Forst                           | 45    |       |
| 6. Juli  | Otto Geigenberger                       | deutscher Maler | 65    |       |
| 6. Juli  | Jeanne Lanvin                           | französische Modeschöpferin | 79    |       |
| 6. Juli  | Oswald Pilloud                          | Schweizer Maler | 72    |       |
| 6. Juli  | Horace Pippin                           | US-amerikanischer Maler | 58    |       |
| 6. Juli  | Günther Albin Säuberlich                | deutscher evangelisch-lutherischer Missionar                                                                                      | 81    |       |
| 7. Juli  | Hans Nieland                            | deutscher Mineraloge, Professor und Korvettenkapitän der Kriegsmarine                                                             | 61    |       |
| 7. Juli  | George A. Williams                      | US-amerikanischer Politiker | 81    |       |
| 8. Juli  | Alexander Wassiljewitsch Alexandrow     | russischer Komponist und Chorleiter                                                                                               | 63    |       |
| 8. Juli  | Georg Berlinger                         | deutscher Architekt und Bauunternehmer                                                                                            | 64    |       |
| 8. Juli  | Johann Höbinger                         | österreichischer Politiker (CSP), Landtagsabgeordneter                                                                            | 72    |       |
| 8. Juli  | Max Hans Joli                           | österreichischer Architekt | 67    |       |
| 8. Juli  | Fritz Kolbow                            | deutscher Mouleur | 73    |       |
| 8. Juli  | Hugo Rühle von Lilienstern              | deutscher Arzt und Paläontologe                                                                                                   | 63    |       |
| 9. Juli  | Adolf Hahn                              | deutscher Schriftsteller | 62    |       |
| 9. Juli  | Fritz Jessner                           | deutsch-US-amerikanischer Theaterdirektor und Regisseur                                                                           | 56    |       |
| 10. Juli | Isaac Breuer                            | deutscher Philosoph | 62    |       |
| 10. Juli | Willy von Livonius                      | preußischer Offizier, zuletzt Generalmajor                                                                                        | 75    |       |
| 11. Juli | Charles P. Hatch                        | US-amerikanischer Geschäftsmann und Politiker                                                                                     | 77    |       |
| 11. Juli | Horst von Metzsch                       | deutscher General der Artillerie sowie Militärhistoriker                                                                          | 72    |       |
| 11. Juli | Paul Nash                               | englischer Maler | 57    |       |
| 12. Juli | Ray Stannard Baker                      | US-amerikanischer Autor und Journalist                                                                                            | 76    |       |
| 12. Juli | Georg Hartmann                          | deutscher Afrikaforscher | 80    |       |
| 12. Juli | Teresa Janina Kierocińska               | polnische römisch-katholische Ordensfrau, Karmelitin                                                                              | 61    |       |
| 12. Juli | Karl Schneider                          | Bürgermeister und Abgeordneter | 72    |       |
| 13. Juli | Franz Arczynski                         | deutscher Politiker (MSPD, SPD) und Senator der Freien Stadt Danzig (1928–1931)                                                   | 59    |       |
| 13. Juli | Victor von Eckhardt                     | spätimpressionistischer Maler und Graphiker                                                                                       | 81    |       |
| 13. Juli | Will Schwarz                            | deutscher expressionistischer Maler                                                                                               | 51    |       |
| 13. Juli | John Humphrey Small                     | US-amerikanischer Politiker | 87    |       |
| 13. Juli | Alfred Stieglitz                        | US-amerikanischer Fotograf, Galerist und Mäzen                                                                                    | 82    |       |
| 14. Juli | Günter Haupt                            | deutscher Rechtswissenschaftler                                                                                                   | 41    |       |
| 14. Juli | Riley Puckett                           | US-amerikanischer Old-Time-Musiker und Gitarrist                                                                                  | 52    |       |
| 14. Juli | Ewald Sachsenberg                       | deutscher Ingenieur und Betriebswissenschaftler                                                                                   | 69    |       |
| 14. Juli | Jorge Ubico Castañeda                   | Präsident und Diktator Guatemalas (1931–1944)                                                                                     | 67    |       |
| 15. Juli | Georg Bellmann                          | deutscher Politiker (DVP), MdR, Wirtschaftsjurist und Rechtsberater                                                               | 54    |       |
| 15. Juli | Helmut Bergmann                         | deutscher Jurist und Diplomat, Kriegsverbrecher                                                                                   | 47    |       |
| 15. Juli | Rosario DeSimone                        | italienisch-US-amerikanischer Mafioso                                                                                             | 72    |       |
| 15. Juli | Mogens Ege                              | dänischer Maler | 53    |       |
| 15. Juli | Werner Schmiedel                        | deutscher Unternehmer und nationalsozialistischer Funktionär                                                                      |       |       |
| 15. Juli | Cornelis de Waal                        | deutsch-niederländischer Landschaftsmaler, Marinemaler, Stilllebenmaler, Interieurmaler und Porträtmaler                          | 65    |       |
| 15. Juli | Wen Yiduo                               | chinesischer Dichter und Forscher                                                                                                 | 46    |       |
| 16. Juli | Hermann Badt                            | preußischer Beamter und Politiker, sowie zionistischer Aktivist                                                                   | 59    |       |
| 16. Juli | Charlotte zu Schaumburg-Lippe           | Prinzessin zu Schaumburg-Lippe, durch Heirat Königin von Württemberg                                                              | 81    |       |
| 16. Juli | Heinrich Greif                          | deutscher Schauspieler | 39    |       |
| 17. Juli | Florence Fuller                         | australische Künstlerin |       |       |
| 17. Juli | Draža Mihailović                        | jugoslawischer Offizier und Tschetnik-Führer                                                                                      | 53    |       |
| 17. Juli | Willy Reichelt                          | deutscher Politiker (NSDAP), MdR                                                                                                  | 65    |       |
| 18. Juli | Consolata Betrone                       | italienische Kapuzinerin und Mystikerin                                                                                           | 43    |       |
| 18. Juli | Walter Lewis Hensley                    | US-amerikanischer Politiker | 74    |       |
| 18. Juli | Bernhard Mayer                          | deutscher Pelzhändler, Anarchist, Mäzen und Kunstsammler                                                                          | 79    |       |
| 18. Juli | Gilbert de Rudder                       | belgischer Motorradrennfahrer | 34    |       |
| 18. Juli | Ehrhard Schmidt                         | deutscher Admiral im Ersten Weltkrieg                                                                                             | 83    |       |
| 18. Juli | Alfons Tracki                           | deutscher katholischer Priester, Märtyrer                                                                                         | 49    |       |
| 19. Juli | Oleksandr Bohomolez                     | ukrainischer Pathophysiologe und der Begründer der pathophysiologischen Wissenschaft in der Ukraine                               | 65    |       |
| 19. Juli | Joseph Marmaduke Pratt                  | US-amerikanischer Politiker | 54    |       |
| 19. Juli | Jan Verkade                             | niederländischer Maler und Benediktiner                                                                                           | 77    |       |
| 20. Juli | Friedrich von Cochenhausen              | deutscher Offizier, zuletzt General der Artillerie im Zweiten Weltkrieg                                                           | 67    |       |
| 20. Juli | Edmund Glaise-Horstenau                 | österreichischer Nationalsozialist, Militärhistoriker, Publizist, Vizekanzler im Kabinett Seyß-Inquart und General der Infanterie | 64    |       |
| 20. Juli | Tricky Sam Nanton                       | US-amerikanischer Jazz-Posaunist                                                                                                  | 42    |       |
| 20. Juli | Gunnar Sundman                          | schwedischer Schwimmer | 53    |       |
| 21. Juli | Arthur Greiser                          | deutscher Politiker (NSDAP), MdR, Senatspräsident der Freien Stadt Danzig, Reichsstatthalter und Gauleiter der NSDAP              | 49    |       |
| 21. Juli | Johann Heinrich Schwalm                 | deutscher Lehrer und Dichter | 82    |       |
| 21. Juli | Shefqet Vërlaci                         | albanischer Ministerpräsident | 68    |       |
| 21. Juli | Gualberto Villarroel López              | bolivianischer Politiker, 39. Präsident Boliviens (1943–1946)                                                                     | 37    |       |
| 22. Juli | Günther Claassen                        | deutscher Polizeipräsident und SS-Führer                                                                                          | 57    |       |
| 23. Juli | Carl Blohm                              | deutscher Maler, Grafiker und Bildhauer                                                                                           | 60    |       |
| 23. Juli | Carl Düssel                             | deutscher Schriftsteller | 63    |       |
| 23. Juli | Hugo Bofinger                           | deutscher Arzt und Bakteriologe                                                                                                   | 69    |       |
| 23. Juli | Carl von Brandenstein                   | deutscher Politiker (SPD) | 70    |       |
| 23. Juli | Maria Jankowski                         | deutsche Kommunalpolitikerin | 59    |       |
| 23. Juli | James Maxton                            | britischer Politiker (Labour Party, Independent Labour Party) und Pazifist                                                        | 61    |       |
| 24. Juli | Arthur R. Gould                         | US-amerikanischer Politiker | 89    |       |
| 24. Juli | Max Heimbucher                          | deutscher katholischer Theologe und Ordenshistoriker                                                                              | 90    |       |
| 24. Juli | Anton Luger                             | österreichischer Politiker (Deutsche Vereinigung, CS), Landtagsabgeordneter                                                       | 83    |       |
| 25. Juli | Narziß Ach                              | deutscher Psychologe und Hochschullehrer                                                                                          | 74    |       |
| 25. Juli | Joseph Krämer                           | deutscher Leichtathlet, Tauzieher und Turner                                                                                      | 67    |       |
| 25. Juli | Camille Poiré                           | französischer Automobilrennfahrer                                                                                                 | 43    |       |
| 25. Juli | Clemens Pfau                            | deutscher Heimatforscher | 84    |       |
| 25. Juli | William S. Reyburn                      | US-amerikanischer Politiker | 63    |       |
| 26. Juli | Kalju Ahven                             | estnischer Dichter | 24    |       |
| 26. Juli | Heinrich Andergassen                    | österreichischer SS-Offizier und Kriegsverbrecher                                                                                 | 37    |       |
| 26. Juli | Morris Hirshfield                       | US-amerikanischer Maler | 74    |       |
| 26. Juli | Karl Hunger                             | deutscher Germanist, Pädagoge und Lehrer                                                                                          | 56    |       |
| 26. Juli | Wolfgang Soergel                        | deutscher Geologe und Paläontologe                                                                                                | 59    |       |
| 27. Juli | Ellen Melville                          | neuseeländische Rechtsanwältin, Feministin und Lokalpolitikerin                                                                   | 64    |       |
| 27. Juli | Gertrude Stein                          | US-amerikanische Schriftstellerin                                                                                                 | 72    |       |
| 28. Juli | Alfonsa von der Unbefleckten Empfängnis | indische Ordensschwester | 35    |       |
| 28. Juli | Arduino Berlam                          | italienischer Architekt | 66    |       |
| 28. Juli | Cornelius Ubbo Ariëns Kappers           | niederländischer Neurologe | 68    |       |
| 28. Juli | Robert Mazaud                           | französischer Rennfahrer | 39    |       |
| 28. Juli | Hans Perathoner                         | österreichisch-deutscher Bildhauer und Maler                                                                                      | 73    |       |
| 28. Juli | Armin Seydelmann                        | deutscher Schauspieler beim österreichischen Film                                                                                 | 73    |       |
| 28. Juli | Sigvaldi Kaldalóns                      | isländischer Komponist und Arzt                                                                                                   | 65    |       |
| 29. Juli | Elemér Lónyay                           | ungarischer Adliger | 82    |       |
| 29. Juli | Hermann Rudolph                         | deutscher Lehrer und Theosoph | 81    |       |
| 30. Juli | Bernhart Rehse                          | deutscher Schriftsteller | 70    |       |
| 30. Juli | Karl Schmieden                          | deutscher SS-Oberscharführer und Kriegsverbrecher                                                                                 | 27    |       |
| 30. Juli | Fritz Schmoll                           | deutscher SS-Untersturmführer und Leiter des Gestapo-Lagers Neue Bremm                                                            | 33    |       |
| 30. Juli | Anton Vašek                             | slowakischer Publizist, Journalist und Politiker                                                                                  | 41    |       |
| 30. Juli | Peter Weiss                             | deutscher SS-Oberscharführer und Kriegsverbrecher                                                                                 | 38    |       |
| 31. Juli | James P. Maher                          | US-amerikanischer Politiker | 80    |       |
|          | Hermann Kasten                          | deutscher Lehrer, Heimatkundler und Dichter                                                                                       | 80    |       |
|          | Wolfgang von Plotho                     | deutscher Offizier, zuletzt Generalleutnant der Wehrmacht                                                                         | 66    |       |
|          | Franz Ruhmann                           | österreichischer Sammler und Fabrikant                                                                                            | 56    |       |

## August
| Tag        | Name                                   | Beruf, bekannt als | Alter | Beleg |
| ---------- | -------------------------------------- | --- | ----- | ----- |
| 1. August  | Sergei Kusmitsch Bunjatschenko         | sowjetischer Offizier | 43    |       |
| 1. August  | Wassili Fjodorowitsch Malyschkin       | sowjetischer Offizier |       |       |
| 1. August  | Michail Alexejewitsch Meandrow         | sowjetischer Offizier | 51    |       |
| 1. August  | Edward E. Miller                       | US-amerikanischer Politiker                                                                                               | 66    |       |
| 1. August  | Georgi Nikolajewitsch Schilenkow       | sowjetischer Funktionär                                                                                                   |       |       |
| 1. August  | Kurt Täger                             | deutscher Verwaltungsjurist, Bürgermeister von Wilhelmshaven und Oberbürgermeister von Herne                              | 67    |       |
| 1. August  | Fjodor Iwanowitsch Truchin             | sowjetischer Offizier |       |       |
| 1. August  | Andrei Andrejewitsch Wlassow           | sowjetischer Generalleutnant                                                                                              | 44    |       |
| 2. August  | Otto von Blomberg                      | deutscher Generalleutnant                                                                                                 | 75    |       |
| 2. August  | Franz Knoop                            | deutscher Chemiker | 70    |       |
| 2. August  | Ernst Kurth                            | Schweizer Musiktheoretiker                                                                                                | 60    |       |
| 2. August  | Karl zu Leiningen                      | deutscher Offizier und Prinz zu Leiningen                                                                                 | 48    |       |
| 2. August  | Jóannes Patursson                      | färöischer Bauer, Dichter und nationalistischer Politiker                                                                 | 80    |       |
| 2. August  | Hermann Urban                          | deutscher Landschaftsmaler                                                                                                | 79    |       |
| 3. August  | Ferdinand Buomberger                   | Schweizer Journalist, Schriftsteller, Statistiker und Schriftpsychologe                                                   | 71    |       |
| 3. August  | Augustin Damiens                       | französischer Chemiker | 60    |       |
| 3. August  | Wiktor Nikolajewitsch Deni             | sowjetischer Satiriker, Karikaturist und Plakatkünstler                                                                   | 53    |       |
| 3. August  | Francis Newton                         | US-amerikanischer Golfer                                                                                                  | 72    |       |
| 3. August  | Mario Paci                             | italienischer Pianist und Dirigent                                                                                        | 68    |       |
| 4. August  | Ludwig Baumeister                      | deutscher Ordensgeistlicher, Superior von Shiqian                                                                         | 52    |       |
| 4. August  | Raoul Paquet                           | kanadischer Organist, Musikpädagoge und Komponist                                                                         | 52    |       |
| 4. August  | Hans Reiser                            | deutscher Schriftsteller                                                                                                  | 58    |       |
| 4. August  | Hedwig Thoma                           | Schweizer Malerin und Gebrauchsgrafikerin                                                                                 | 60    |       |
| 5. August  | Otto Franke                            | deutscher Sinologe | 82    |       |
| 5. August  | Karl Hoppe                             | deutscher Klassischer Philologe und Gymnasiallehrer                                                                       | 77    |       |
| 5. August  | Werner Kolhörster                      | deutscher Physiker | 58    |       |
| 5. August  | Franz List                             | österreichischer Maschinenbauer und Hochschullehrer                                                                       | 67    |       |
| 5. August  | Wilhelm Marx                           | deutscher Jurist und Politiker (Zentrum), MdR                                                                             | 83    |       |
| 6. August  | Blanche Bingley                        | englische Tennisspielerin                                                                                                 | 82    |       |
| 6. August  | Franklyn F. Bond                       | US-amerikanischer Ichthyologe                                                                                             | 49    |       |
| 6. August  | Ludwig Kittel                          | deutscher Landschaftsmaler                                                                                                | 76    |       |
| 6. August  | Tony Lazzeri                           | US-amerikanischer Baseballspieler                                                                                         | 42    |       |
| 6. August  | Benny Lynch                            | britischer Boxer im Fliegengewicht                                                                                        | 33    |       |
| 6. August  | Joseph Theodor Müller                  | deutscher Theologe der Evangelischen Brüder-Unität, Archivar im Unitätsarchiv in Herrnhut und Kirchenhistoriker           | 92    |       |
| 6. August  | Joseph Rheden                          | österreichischer Astronom                                                                                                 | 73    |       |
| 6. August  | Hans Rilke                             | deutscher Maler und Zeichenlehrer                                                                                         | 54    |       |
| 7. August  | Max Leibbrand                          | deutscher Eisenbahnmanager                                                                                                | 64    |       |
| 7. August  | George Wilkinson                       | britischer Wasserballspieler                                                                                              | 67    |       |
| 8. August  | María Barrientos                       | spanische Opernsängerin                                                                                                   | 62    |       |
| 8. August  | Alexander Rankin Dunlop                | britischer Verwaltungsoffizier und Resident East Coast und Sandakan                                                       | 77    |       |
| 8. August  | Paul Porcasi                           | italienisch-US-amerikanischer Schauspieler                                                                                | 67    |       |
| 8. August  | Fritz Röttcher                         | deutscher Pazifist, Verleger und Publizist                                                                                | 67    |       |
| 9. August  | Johannes Esser                         | niederländischer Arzt, Schachmeister und Kunstsammler                                                                     | 68    |       |
| 9. August  | Hermann Korn                           | deutscher Geologe | 38    |       |
| 9. August  | Ferdinand Marian                       | österreichischer Schauspieler                                                                                             | 43    |       |
| 9. August  | Ursula Richter                         | deutsche Fotografin | 60    |       |
| 9. August  | Janko Šimrak                           | Bischof von Križevci | 63    |       |
| 9. August  | Oskar Emil Wantalowicz                 | österreichischer Schriftsteller                                                                                           | 80    |       |
| 9. August  | Willy Zeyn senior                      | deutscher Filmregisseur und Drehbuchautor                                                                                 | 70    |       |
| 10. August | Richard Ludwig                         | deutscher Rugbyspieler und Leichtathlet                                                                                   | 69    |       |
| 10. August | Karl Veidt                             | deutscher evangelisch-lutherischer Theologe und Politiker (DNVP, CSVP), MdR, MdL                                          | 67    |       |
| 10. August | Sigismund Witt                         | deutscher Komponist, Pianist und Orchesterleiter                                                                          | 48    |       |
| 11. August | Heinrich Dietz                         | deutscher Jurist und Generalrichter                                                                                       | 72    |       |
| 11. August | Marjana Domaškojc                      | sorbische Fabrikarbeiterin und Arbeiterschriftstellerin                                                                   | 74    |       |
| 11. August | Hayo Folkerts                          | deutscher Maschinenbauingenieur und Hochschullehrer                                                                       | 74    |       |
| 11. August | Walter Hamelehle                       | deutscher Motorradrennfahrer                                                                                              | 33    |       |
| 11. August | Giuseppe Pietri                        | italienischer Komponist                                                                                                   | 60    |       |
| 11. August | Rudolf Seubert                         | badischer Eisenbahnbeamter und Politiker (Zentrum)                                                                        | 73    |       |
| 12. August | Egon Brecher                           | Schauspieler, Regisseur, Theaterdirektor                                                                                  | 66    |       |
| 12. August | Hans Eggenberger                       | Schweizer Kropfforscher                                                                                                   | 65    |       |
| 12. August | Inayatullah Khan                       | kurzzeitig König von Afghanistan                                                                                          | 57    |       |
| 12. August | Alfred Stock                           | deutscher Chemiker | 70    |       |
| 12. August | Sergei Jurjewitsch Sudeikin            | russischer Maler und Bühnenbildner                                                                                        | 64    |       |
| 13. August | Alexander Amersdorffer                 | deutscher Kunsthistoriker und Ministerialbeamter                                                                          | 70    |       |
| 13. August | William Gallagher                      | US-amerikanischer Politiker                                                                                               | 71    |       |
| 13. August | Oscar Levy                             | deutsch-britischer Philosoph und Nietzsche-Forscher                                                                       | 79    |       |
| 13. August | H. G. Wells                            | britischer Schriftsteller                                                                                                 | 79    |       |
| 14. August | Hermann Röhn                           | deutscher Politiker (NSDAP), MdR                                                                                          | 43    |       |
| 14. August | Adolf Schuppel                         | deutscher Politiker (NSDAP), MdR                                                                                          | 51    |       |
| 14. August | Robert Wagner                          | deutscher Politiker (NSDAP), MdR, Reichsstatthalter in Baden und Gauleiter                                                | 50    |       |
| 15. August | Charles Amberg                         | deutscher Librettist, Schlagertexter und Komponist                                                                        | 51    |       |
| 15. August | Otto von Baeyer                        | deutscher Physiker und Hochschullehrer                                                                                    | 68    |       |
| 15. August | Milan Milovanović                      | serbischer Maler | 69    |       |
| 15. August | James Matthew Ragen                    | US-amerikanischer Geschäftsmann und Mobster                                                                               | 66    |       |
| 16. August | Sixten Bock                            | schwedischer Meereszoologe                                                                                                | 61    |       |
| 16. August | Cassian Dapoz                          | Südtiroler Maler und Bildhauer                                                                                            | 72    |       |
| 16. August | Alfred von Goßler                      | deutscher Verwaltungsjurist, MdR                                                                                          | 79    |       |
| 16. August | Valter Kaaver                          | estnischer Dichter und Publizist                                                                                          | 42    |       |
| 16. August | Vicenç Solé i Jorba                    | katalanischer Maler | 41    |       |
| 17. August | Channing Pollock                       | US-amerikanischer Dramatiker, Drehbuchautor, Theaterkritiker und Komponist                                                | 66    |       |
| 17. August | Alexei Iwanowitsch Sudajew             | russischer Erfinder | 33    |       |
| 17. August | Robert Younger, Baron Blanesburgh      | britischer Jurist | 84    |       |
| 18. August | Georg Åberg                            | schwedischer Weit- und Dreispringer                                                                                       | 53    |       |
| 18. August | Frederick Essen                        | US-amerikanischer Politiker                                                                                               | 83    |       |
| 18. August | Friedrich Ulmer                        | deutscher evangelischer Theologe und Pfarrer sowie Hochschulprofessor und Präsident des Martin-Luther-Bundes              | 69    |       |
| 18. August | Ludwig Wirth                           | deutscher Architekt | 67    |       |
| 19. August | Albert de Dion                         | französischer Comte und Marquis, Automobilpionier, Industrieller und Politiker                                            | 90    |       |
| 19. August | Max Raebel                             | deutscher Komponist, Maler, Skandinavien- und Polarforscher                                                               | 72    |       |
| 19. August | Kurt Soldan                            | deutscher Komponist, Dirigent und Klaviervirtuose                                                                         | 55    |       |
| 20. August | Georg Sylvester von Freymann           | baltischer Genealoge, Jurist und Autor                                                                                    | 75    |       |
| 20. August | Francisco María González y Arias       | mexikanischer Geistlicher, Bischof von Cuernavaca                                                                         | 72    |       |
| 20. August | Arthur Mittag                          | deutscher Psychiater und Euthanasietäter                                                                                  | 40    |       |
| 20. August | Vojtech Tuka                           | slowakischer Jurist und Politiker                                                                                         | 66    |       |
| 21. August | Alfredo Gómez Jaime                    | kolumbianischer Lyriker                                                                                                   | 68    |       |
| 21. August | Raymond Leroy                          | französischer Automobilrennfahrer                                                                                         | 49    |       |
| 22. August | Petras Kubiliūnas                      | litauischer General und Kollaborateur                                                                                     | 52    |       |
| 22. August | Döme Sztójay                           | ungarischer Militär und Politiker                                                                                         | 63    |       |
| 23. August | Fulco Ruffo di Calabria                | italienischer Jagdflieger                                                                                                 | 62    |       |
| 23. August | Wassil Talasch                         | sowjetischer Partisan | 101   |       |
| 24. August | Hans Baerwald                          | deutscher Hochschullehrer für Physik                                                                                      | 65    |       |
| 24. August | Paul N. Cyr                            | US-amerikanischer Politiker                                                                                               | 67    |       |
| 24. August | Harry Maasz                            | deutscher Gartenarchitekt und Gartenbauschriftsteller                                                                     | 66    |       |
| 24. August | James C. McReynolds                    | US-amerikanischer Jurist und Justizminister                                                                               | 84    |       |
| 24. August | Antonio Paoli                          | puerto-ricanischer Opernsänger (Tenor)                                                                                    | 75    |       |
| 24. August | Lajos Reményi-Schneller                | ungarischer Politiker, Finanzfachmann und Finanzminister                                                                  | 54    |       |
| 25. August | Arnold Rosé                            | österreichischer Violinist, Konzertmeister und Musiklehrer                                                                | 82    |       |
| 26. August | Jeanie Macpherson                      | US-amerikanische Schauspielerin und Drehbuchautorin                                                                       | 59    |       |
| 27. August | Otto Hoetzsch                          | deutscher Wissenschaftler und Politiker (Deutschkonservative Partei, DNVP, KVP), MdR                                      | 70    |       |
| 27. August | Jakob Mathéus                          | bayerischer Regierungspräsident in der Rheinpfalz                                                                         | 83    |       |
| 27. August | Benno von Millenkovich                 | österreichischer Marineoffizier                                                                                           | 76    |       |
| 27. August | Albert Davis Prebble                   | englischer Tennis- und Badmintonspieler                                                                                   | 72    |       |
| 27. August | Gertrud Vogelsang                      | Wuppertaler Widerstandskämpferin                                                                                          | 35    |       |
| 28. August | Max Arnim                              | deutscher Klassischer Philologe und Bibliothekar                                                                          | 57    |       |
| 28. August | Gertrude Barrison                      | dänische Tänzerin, Sängerin und Schauspielerin                                                                            | 66    |       |
| 28. August | Willy Engel-Berger                     | deutscher und österreichischer Komponist und Filmmusiker                                                                  | 56    |       |
| 28. August | Georgios Kaphantaris                   | griechischer Politiker und Ministerpräsident                                                                              | 72    |       |
| 28. August | Otomar Kubala                          | slowakischer Politiker, Lehrer und Journalist; Stabschef und späterer Stellvertretender Oberbefehlshaber der Hlinka-Garde | 40    |       |
| 28. August | Rudolph Lambart, 10. Earl of Cavan     | britischer Feldmarschall                                                                                                  | 80    |       |
| 28. August | William Paats                          | niederländischer Freimaurer, Fußballspieler und -funktionär                                                               | 70    |       |
| 28. August | Fedor Schoen                           | deutscher Unternehmer | 83    |       |
| 28. August | Danuta Siedzikówna                     | polnische Krankenschwester und Widerstandskämpferin                                                                       | 17    |       |
| 28. August | Florence Turner                        | US-amerikanische Schauspielerin und Filmproduzentin                                                                       | 61    |       |
| 29. August | Chino Shōshō                           | japanischer Germanist und Übersetzer                                                                                      | 63    |       |
| 29. August | John Steuart Curry                     | US-amerikanischer Maler                                                                                                   | 48    |       |
| 29. August | Iván Hindy                             | ungarischer General der Königlich Ungarischen Armee                                                                       | 56    |       |
| 29. August | Heinrich Weber                         | deutscher katholischer Theologe, Sozialethiker und Caritaswissenschaftler                                                 | 57    |       |
| 30. August | Alkmar von Alvensleben                 | deutscher Obermedizinalrat und Direktor der Landesfrauenklinik in Magdeburg                                               | 71    |       |
| 30. August | Gaston Colle                           | belgischer Philosoph und Philosophiehistoriker                                                                            | 65    |       |
| 30. August | Edward Hartshorne                      | US-amerikanischer Militär, Universitätskontrolloffizier in der US-Besatzungszone nach dem Zweiten Weltkrieg               | 34    |       |
| 30. August | John L. Kennedy                        | US-amerikanischer Politiker                                                                                               | 91    |       |
| 30. August | Iwan Adrianowitsch Michailow           | russischer Ökonom und Politiker                                                                                           |       |       |
| 30. August | Theodate Pope Riddle                   | US-amerikanische Architektin und Spiritistin                                                                              | 79    |       |
| 30. August | Konstantin Wladimirowitsch Rodsajewski | russischer Politiker der (RFP)                                                                                            | 39    |       |
| 30. August | Grigori Michailowitsch Semjonow        | russischer General während des Russischen Bürgerkrieges                                                                   | 55    |       |
| 30. August | Henryk Sucharski                       | polnischer Major | 47    |       |
| 31. August | Harley Granville-Barker                | britischer Dramatiker, Theaterregisseur, Theaterleiter und Schauspieler                                                   | 68    |       |
| 31. August | Rudolf von Kapri                       | österreichischer Redakteur, Schriftsteller und Lyriker                                                                    | 59    |       |
| 31. August | Paul von Klenau                        | dänischer Komponist und Dirigent                                                                                          | 63    |       |
| 31. August | Karl Heinrich Sieber                   | deutscher Politiker (CNBLP, NSDAP), MdR                                                                                   | 57    |       |
| 31. August | Agnes Wendland                         | Widerstandskämpferin gegen das NS-Regime                                                                                  | 55    |       |
| 31. August | Berthold Wolf                          | Verlagsdirektor und Journalist                                                                                            | 72    |       |
|            | Werner Wächter                         | deutscher Politiker (NSDAP), MdR und Parteifunktionär                                                                     | 44    |       |
|            | Ernst Viktor Zenker                    | österreichischer Journalist und Politiker (DnP), Abgeordneter zum Nationalrat                                             | 81    |       |

## September
| Tag           | Name                               | Beruf, bekannt als                                                                                           | Alter | Beleg |
| ------------- | ---------------------------------- | --- | ----- | ----- |
| 1. September  | Jacob Lorenz                       | Schweizer Soziologe                                                                                          | 63    |       |
| 1. September  | Gustave Michaut                    | französischer Romanist, Grammatiker und Literaturwissenschaftler                                             | 76    |       |
| 2. September  | Chino Masako                       | japanische Lyrikerin                                                                                         | 66    |       |
| 2. September  | Edward Alphonso Goldman            | US-amerikanischer Zoologe und Botaniker                                                                      | 73    |       |
| 2. September  | Ildefons Herwegen                  | deutscher Mönch und Historiker                                                                               | 71    |       |
| 2. September  | Otto Wirz                          | Schweizer Schriftsteller                                                                                     | 68    |       |
| 3. September  | Paul Lincke                        | deutscher Komponist und Theaterkapellmeister; „Vater“ der Berliner Operette                                  | 79    |       |
| 3. September  | Friedrich Mußgay                   | deutscher Kriminalrat, SS-Obersturmbannführer und Leiter der Staatspolizeileitstelle Stuttgart               | 54    |       |
| 3. September  | Moriz Rosenthal                    | polnisch-US-amerikanischer Pianist                                                                           | 83    |       |
| 3. September  | Wilhelm Sauerwein                  | deutscher Jurist und Politiker (DDP), Zweiter Staatsminister des Freistaats Mecklenburg-Strelitz (1919–1920) | 74    |       |
| 3. September  | Heinrich Schëuch                   | deutscher General der Infanterie sowie preußischer Kriegsminister                                            | 82    |       |
| 4. September  | Hermann Müller                     | deutscher Lehrer und Politiker                                                                               | 64    |       |
| 4. September  | Erwin Rösener                      | deutscher Politiker (NSDAP), MdR, SS-Obergruppenführer und General der Polizei                               | 44    |       |
| 4. September  | Leon Rupnik                        | jugoslawischer Politiker und Offizier                                                                        | 66    |       |
| 4. September  | Shirase Nobu                       | japanischer Offizier und Polarforscher                                                                       | 85    |       |
| 4. September  | Max Wenzel                         | deutscher Lehrer und Mundartdichter                                                                          | 67    |       |
| 5. September  | John I. Cox                        | US-amerikanischer Politiker                                                                                  | 90    |       |
| 5. September  | Wolfgang Erdmann                   | deutscher Generalleutnant der Luftwaffe im Zweiten Weltkrieg                                                 | 47    |       |
| 5. September  | Georg Frickenstein                 | deutscher Politiker                                                                                          | 56    |       |
| 5. September  | Felix Oskar Hänichen               | deutscher Kaufmann und Politiker, MdR                                                                        | 80    |       |
| 5. September  | W. S. McCormack                    | US-amerikanischer Politiker                                                                                  | 82    |       |
| 5. September  | Benjamin I. Taylor                 | US-amerikanischer Jurist und Politiker                                                                       | 68    |       |
| 6. September  | Eduard Gildemeister                | Bremer Architekt                                                                                             | 98    |       |
| 6. September  | Alfred Körte                       | deutscher Klassischer Philologe                                                                              | 80    |       |
| 6. September  | Erich Sichting                     | deutscher Politiker (KPD), Antifaschist und Sportfunktionär                                                  | 50    |       |
| 7. September  | Robert LeRoy                       | US-amerikanischer Tennisspieler                                                                              | 61    |       |
| 7. September  | Carl Neuschäfer                    | deutscher Baptistenpastor, Theologiedozent und Studiendirektor am Baptistischen Predigerseminar              | 67    |       |
| 7. September  | Paul Zech                          | deutscher Lyriker, Schriftsteller und Publizist des Expressionismus                                          | 65    |       |
| 8. September  | Rudolf Keibel                      | deutscher Volkswirt, Handelskammersyndikus und Politiker (WiG, HVB)                                          | 74    |       |
| 8. September  | Heinrich Mehrhof                   | deutscher Politiker (SPD, USPD), MdR                                                                         | 69    |       |
| 9. September  | Salomo Friedlaender                | deutscher Philosoph und Schriftsteller                                                                       | 75    |       |
| 9. September  | Violet Jacob                       | schottische Dichterin                                                                                        | 83    |       |
| 9. September  | Theo Matejko                       | österreichischer Illustrator                                                                                 | 53    |       |
| 9. September  | Charles Frederick Maynard          | Aktivist und Politiker der Aborigines                                                                        | 67    |       |
| 9. September  | Taninaka Yasunori                  | japanischer Holzschnitt-Künstler                                                                             | 49    |       |
| 9. September  | Einar Torgersen                    | norwegischer Segler                                                                                          | 60    |       |
| 9. September  | Joseph Weigert                     | deutscher Pfarrer, Schriftsteller und Landwirt                                                               | 76    |       |
| 10. September | Ottó Abt                           | ungarischer Generalleutnant                                                                                  | 56    |       |
| 10. September | Hubert Dostal                      | österreichischer Abgeordneter zum Nationalrat                                                                | 65    |       |
| 10. September | Olivér Halassy                     | ungarischer Schwimmer und Wasserballspieler                                                                  | 37    |       |
| 10. September | Robert Jacquinot de Besange        | französischer Jesuit und humanitärer Wohltäter in China                                                      | 68    |       |
| 10. September | Matthias Neyses                    | deutscher Politiker (Zentrum), MdR                                                                           | 74    |       |
| 11. September | Francesco Giovanni Bonifacio       | italienischer Priester und Märtyrer                                                                          | 33    |       |
| 11. September | Leopold Fleischhacker              | deutscher Bildhauer und Medailleur                                                                           | 64    |       |
| 11. September | Georg von Helmolt                  | deutscher Jurist und Parlamentarier im Volksstaat Hessen                                                     | 69    |       |
| 11. September | August Ratz                        | österreichischer Politiker, Landtagsabgeordneter                                                             | 67    |       |
| 11. September | Karl Ratzenböck                    | österreichischer Politiker, Landtagsabgeordneter im Burgenland                                               | 68    |       |
| 11. September | Arthur van Schendel                | niederländischer Schriftsteller                                                                              | 72    |       |
| 12. September | Frida Richard                      | österreichische Schauspielerin                                                                               | 72    |       |
| 13. September | Amon Göth                          | österreichischer KZ-Aufseher                                                                                 | 37    |       |
| 13. September | Paul von Krause                    | preußischer Landrat                                                                                          | 64    |       |
| 13. September | Jewgeni Jewgenjewitsch Lansere     | russischer und sowjetischer Maler und Buchkünstler                                                           | 71    |       |
| 13. September | Petter Larsen                      | norwegischer Segler                                                                                          | 55    |       |
| 13. September | Wilhelm Röttger                    | deutscher Henker                                                                                             | 52    |       |
| 14. September | Wilhelm Mues                       | deutscher Bildhauer                                                                                          | 69    |       |
| 14. September | Grete Neumann                      | österreichische Leichtathletin                                                                               | 34    |       |
| 15. September | Elkan Nathan Adler                 | britischer Jurist und wissenschaftlicher Reisender                                                           | 85    |       |
| 16. September | Louis Bonnier                      | französischer Architekt                                                                                      | 90    |       |
| 16. September | Giusto Gervasutti                  | italienischer Alpinist                                                                                       | 37    |       |
| 16. September | Henri Gouraud                      | französischer General                                                                                        | 78    |       |
| 16. September | James Jeans                        | englischer Physiker, Astronom und Mathematiker                                                               | 69    |       |
| 16. September | Ludwig Plaß                        | deutscher Militärmusiker und Posaunist                                                                       | 82    |       |
| 16. September | Franklin Whitman Robinson          | US-amerikanischer Organist und Musikpädagoge                                                                 | 71    |       |
| 17. September | Claude Bragdon                     | US-amerikanischer Architekt, Autor und Theosoph                                                              | 80    |       |
| 17. September | Charles Henry Cooper               | US-amerikanischer Richter und Anwalt                                                                         |       |       |
| 17. September | Bernhard Groethuysen               | deutsch-französischer Philosoph, Historiker und Übersetzer                                                   | 66    |       |
| 17. September | Hugo Hildebrandt                   | deutscher Forstverwaltungsbeamter und Ornithologe                                                            | 80    |       |
| 17. September | Heinrich Horst                     | deutscher Ordensgeistlicher, römisch-katholischer Bischof und Apostolischer Vikar von Lwangwa                | 44    |       |
| 17. September | Max Kirmsse                        | deutscher Pädagoge, Lokalpolitiker und Historiker                                                            | 69    |       |
| 18. September | Charles O. Andrews                 | US-amerikanischer Politiker (Demokratische Partei)                                                           | 69    |       |
| 19. September | Martha Grosse                      | deutsche Schriftstellerin                                                                                    | 69    |       |
| 19. September | Ernst Lohmeyer                     | deutscher evangelischer Theologe                                                                             | 56    |       |
| 20. September | Kurt Keller-Nebri                  | Film- und Theaterschauspieler                                                                                | 71    |       |
| 20. September | Hermann Kiefer                     | badischer Beamter                                                                                            | 78    |       |
| 20. September | Raimu                              | französischer Entertainer und Filmschauspieler                                                               | 62    |       |
| 20. September | Egon Ewald Seefehlner              | österreichischer Eisenbahnfachmann                                                                           | 71    |       |
| 21. September | Leo Bittremieux                    | belgischer Missionar der Kongregation vom Unbefleckten Herzen Mariens, Ethnologe und Sprachwissenschaftler   | 66    |       |
| 21. September | Olga Engl                          | österreichisch-deutsche Schauspielerin                                                                       | 75    |       |
| 21. September | Itami Mansaku                      | japanischer Regisseur und Drehbuchautor                                                                      | 46    |       |
| 21. September | Miles Poindexter                   | US-amerikanischer Politiker, Jurist und Diplomat                                                             | 78    |       |
| 22. September | Johannes Michiel Buckx             | niederländischer Geistlicher, römisch-katholischer Apostolischer Vikar von Finnland                          | 65    |       |
| 22. September | Lily Klee                          | deutsche Pianistin, Ehefrau des Malers Paul Klee und Mutter des Regisseurs Felix Klee                        | 69    |       |
| 22. September | Heinrich Reh                       | Landtagsabgeordneter im Volksstaat Hessen                                                                    | 86    |       |
| 22. September | Otto Schmidt                       | deutscher Politiker                                                                                          | 56    |       |
| 22. September | Ángel Zárraga                      | mexikanischer Maler                                                                                          | 60    |       |
| 23. September | Carl von Ammon                     | deutscher Offizier, Generalmajor der Wehrmacht im Zweiten Weltkrieg                                          | 68    |       |
| 23. September | Paul Gerhardt                      | deutscher Komponist und Organist                                                                             | 78    |       |
| 23. September | Willi Steputat                     | deutscher Ringer und Sportfunktionär                                                                         | 57    |       |
| 24. September | Max Osborn                         | deutscher Journalist und Schriftsteller                                                                      | 76    |       |
| 24. September | William Tritton                    | britischer Erfinder und Ingenieur                                                                            |       |       |
| 25. September | Charles Abram Ellwood              | US-amerikanischer Soziologe                                                                                  | 73    |       |
| 25. September | Hans Eppinger junior               | österreichischer Internist                                                                                   | 67    |       |
| 25. September | Heinrich George                    | deutscher Schauspieler                                                                                       | 52    |       |
| 25. September | Erna von Hoeßlin                   | deutsche Schauspielerin, Opern-, Lied- und Konzertsängerin (Mezzosopran/Alt)                                 | 56    |       |
| 25. September | Franz von Hoeßlin                  | deutscher Dirigent und Komponist                                                                             | 60    |       |
| 25. September | Fritz Winterhoff                   | Betriebsführer und Generaldirektor der Deutschen Röhrenwerke AG                                              | 48    |       |
| 26. September | Alfons Breska                      | tschechischer Dichter und Übersetzer                                                                         | 73    |       |
| 26. September | Herbert von Hoerner                | deutscher Schriftsteller                                                                                     | 62    |       |
| 26. September | Hong Sa-ik                         | Generalleutnant der kaiserlich japanischen Armee                                                             | 57    |       |
| 26. September | Charles Martin                     | US-amerikanischer Armeeoffizier und Politiker                                                                | 82    |       |
| 26. September | Josef Ignaz Julius Maria Schmutzer | niederländischer Mineraloge, Industrieller, Kunstsammler und Politiker                                       | 63    |       |
| 27. September | Edmund H. Driggs                   | US-amerikanischer Politiker                                                                                  | 81    |       |
| 27. September | Geoffrey de Havilland Junior       | englischer Flugpionier und Testpilot                                                                         | 36    |       |
| 27. September | Jurij Horlis-Horskyj               | ukrainischer Schriftsteller und Offizier                                                                     | 48    |       |
| 28. September | Karl Bodingbauer                   | österreichischer Bildhauer und Graveur                                                                       | 43    |       |
| 28. September | August Hemmerde                    | Kreisdirektor                                                                                                | 71    |       |
| 28. September | Henry Lindblad                     | schwedischer Stabhochspringer und Zehnkämpfer                                                                | 40    |       |
| 28. September | Jooseppi Julius Mikkola            | finnischer Sprachwissenschaftler und Slawist                                                                 | 80    |       |
| 29. September | Emmi Lewald                        | deutsche Schriftstellerin und Frauenrechtlerin                                                               | 79    |       |
| 29. September | Matthew J. Merritt                 | US-amerikanischer Politiker                                                                                  | 51    |       |
| 29. September | Franz Sonner                       | deutscher Politiker (Zentrum), MdR                                                                           | 67    |       |
| 30. September | Jan Heřman                         | tschechischer Pianist und Musikpädagoge                                                                      | 60    |       |
| 30. September | Sakai Takashi                      | japanischer Generalleutnant                                                                                  | 58    |       |
| 30. September | Ernst Späth                        | österreichischer Chemiker                                                                                    | 60    |       |
|               | Frances Grun                       | deutsch-englische Schriftstellerin                                                                           |       |       |